# だけどハッピーパラダイス
『だけどハッピーパラダイス』は、宝田妃世による日本の漫画作品。『花とゆめ』2003年7号、17〜19号、24号別冊付録、2004年3〜5号および『ザ花とゆめ』2004年4月増刊にて発表された。単行本は花とゆめコミックスから全2巻。なお、発表媒体の版元はいずれも白泉社。

## あらすじ
幼い頃に母を亡くし、父親と2人暮らしをしていた瑠宇。だが借金がもとで父親が蒸発してしまい、超お金持ち・氷浦家で住み込みの家政婦として働くことになったが、そこには、なんともアクの強い三兄弟がいた。

## 登場人物
町田瑠宇（まちだ るう）
16歳。小学校2年の時に母親が病死して以来父親とずっと2人暮らしをしていた。そのため小学校の頃から家事一般をやっており、料理は和・洋・中を一通り作れるうえ、裁縫が得意。15の時父親が蒸発し、それまで住んでいたアパートも大家さんに追い出され、その後は住み込みの家政婦を募集していた氷浦家に雇われた。この世でただ一つの苦手なものはゴキブリ。酒に酔うと抱きつき魔となる。
氷浦柊一（ひうら しゅういち）
17歳。氷浦家長男で、氷浦グループの御曹司。瑠宇と同じ学校に通っている。学校の女子の中で一番の人気。3兄弟の中で1番常識のある人で、良き兄。
氷浦佐内（ひうら さない）
氷浦家二男。超進学校である菫和高に通う、自称天才。瑠宇曰く「一番遊んでそう」な人。初対面の瑠宇に迫ったり、朝帰りをしたり、クリスマスにはホスト系のバイトをやったりと、結構軽い。「女の子にはやさしく」がモットー。瑠宇が家政婦として氷浦家に来るまで、ほとんど家に帰ってきていなかった。
氷浦結月（ひうら ゆづき）
氷浦家三男。受験生。女の子に間違えられ、ナンパされるほどの綺麗な顔立ちをしているが、結構口が悪い。低血圧で、朝は特に機嫌が悪い。また、佐内の言動（特に瑠宇に対するセクハラ関係）に幾度となくキレたり、突っ込みを入れたりしている。瑠宇が家政婦として氷浦家に来るまでは、必要以上に部屋から出てこなかった。